# Gabriel Norambuena
Gabriel Adonis Norambuena Moraga (Santiago del Cile, 7 maggio 2003) è un calciatore cileno, attaccante dell'Unión Española.

## Carriera

### Club
Cresciuto nel settore giovanile dell'Unión Española, ha esordito in prima squadra il 15 febbraio 2021, nella partita di campionato persa per 4-1 contro il Cobresal; il 3 ottobre seguente segna la prima rete in carriera, in occasione dell'incontro di Primera División vinto per 3-2 contro l'O'Higgins. Il 26 ottobre firma il primo contratto professionistico con i giallorossi.

### Nazionale
Nel 2023 è stato convocato dalla nazionale Under-20 cilena per il Campionato sudamericano di categoria.

## Statistiche

### Presenze e reti nei club
Statistiche aggiornate al 19 gennaio 2023.
| Stagione        | Squadra         | Campionato      | Campionato | Campionato | Coppe nazionali | Coppe nazionali | Coppe nazionali | Coppe continentali | Coppe continentali | Coppe continentali | Altre coppe | Altre coppe | Altre coppe | Totale | Totale |
| Stagione        | Squadra         | Comp            | Pres       | Reti       | Comp            | Pres            | Reti            | Comp               | Pres               | Reti               | Comp        | Pres        | Reti        | Pres   | Reti   |
| --------------- | --------------- | --------------- | ---------- | ---------- | --------------- | --------------- | --------------- | ------------------ | ------------------ | ------------------ | ----------- | ----------- | ----------- | ------ | ------ |
| feb. 2021       | Unión Española  | PD              | 1          | 0          | -               | -               | -               | -                  | -                  | -                  | -           | -           | -           | 1      | 0      |
| 2021            | Unión Española  | PD              | 10         | 1          | CC              | 1               | 0               | CL                 | -                  | -                  | -           | -           | -           | 11     | 1      |
| 2022            | Unión Española  | PD              | 19         | 0          | CC              | 4               | 0               | CS                 | 1                  | 0                  | -           | -           | -           | 24     | 0      |
| Totale carriera | Totale carriera | Totale carriera | 30         | 1          |                 | 5               | 0               |                    | 1                  | 0                  |             | -           | -           | 36     | 1      |